# Krmné chrásty a natě
Krmné chrásty a natě jsou krmiva, která se vyznačují větším množstvím vody, dusíkatých látek, sacharidů a organických kyselin. Mají naopak méně hrubé vlákniny než jiná přírodní krmiva. Nevýhodou je vyšší obsah kyseliny šťavelové, která působí projímavě. Proto se k těmto krmivům přidává krmný vápenec, aby se zneutralizovaly účinky této kyseliny. Nejvýznamnějšími chrásty jsou chrást cukrové řepy, krmné řepy, tuřínu, batátů a manioku. Nejvýznamnějšími natěmi jsou nať topinamburu, manioku, okopaniny Colocasia esculenta, mrkve a šáchoru jedlého.

## Chrást a skrojky cukrové řepy
Cukrová řepa (Beta vulgaris subsp. vulgaris var. altissima), resp. její skrojky a chrást se krmí tam, kde mechanizace zanechává tyto odpady na poli po sklizni. Současná moderní mechanizace však obsahuje drtiče, které tyto výživářsky cenné zbytky drtí. Jsou tedy využity jako zelené hnojivo. Obsahují 12 % sušiny a 2 % stravitelných dusíkatých látek.

## Čekanková nať
Čekanková nať (Cichorium) má podobné vlastnosti jako řepné skrojky. Dobytek ji ale nepřijímá. Ve vyšších dávkách může stejně jako vojtěška způsobovat hořknutí mléka.

## Listy manioku
Listy manioku obsahují 25 % sušiny a 11,6 % bezdusíkatých látek výtažkových. Zkrmuje se v tropech a subtropech, ale i v mírném pásu, kam se dováží sušené.

## Bramborová nať
V rozvojových zemích se v extrémních případech zkrmuje i bramborová nať (Solanum). Problémem je vysoký obsah solaninu, který způsobuje průjmy, koliky a záněty. Proto se musí zkrmovat v malých dávkách.